# Смит, Ховард Кингсбьюри
Ховард Кингсбьюри Смит (англ. Howard Kingsbury Smith; 12 мая 1914, Ферридей, Луизиана — 15 февраля 2002, Бетесда, Мэриленд) — американский журналист, радиорепортёр, телеведущий, киноактёр. Входил в группу журналистов под названием «Парни Марроу», работающую до и во время Второй мировой войны. Также был известен под прозвищем Ховард К. Агню, которое ему дали критики за поддержку вице-президента республиканца Спиро Т. Агню, который выступал в телевизионных новостях в 1969 году.

## Биография
Родился в Ферридее, Луизиана, США, 12 мая 1914 года. Образование получил в Тулейнском университете (Новый Орлеан, штат Луизиана, США), в 1936 году и в Гейдельбергском университете (Германия) в том же году, являлся стипендиатом Родса, Мертон-колледж, Оксфорд (Великобритания), в 1939 году. Женился в 1942 году.

### Работа в CBS news
В 1940 году Ховард К. Смит стал корреспондентом United Press в Лондоне и Копенгагене, а в 1941 году стал работать в CBS news в качестве корреспондента в Берлине. Является последним американским корреспондентом, покинувшим Берлин после объявления войны. Написал работу «Последний поезд из Берлина», в которой рассказывал о ситуации, сложившейся в Германии.
Во время войны Смит в качестве журналиста сопровождал войска союзников по зачистке Бельгии, Голландии и Германии от немецко-фашистских захватчиков. Освещал Нюрнбергские процессы. В 1946 году он сменил Марроу на посту лондонского корреспондента CBS. Работал там в течение последующих одиннадцать лет, освещая ситуации в Европе и Ближнем Востоке.
В 1949 году Смит опубликовал книгу «Состояние Европы», в которой выступал за внедрение плановой экономики и развития государства всеобщего благосостояния для послевоенной Европы. В 1957 году Смит вернулся в США, а в 1960 году был назначен главой вашингтонского отдела CBS, где он вел такие программы, как «Великий вызов» и «Лицом к нации», принимал участие в создании документального фильма «Демографический взрыв», получившего премию «Эмми». Он также вел первые президентские дебаты Кеннеди и Никсона.
В 1961 году он выступил в специальном выпуске программы CBS Reports «Кто говорит от имени Бирмингема?». Его заключительный комментарий включал цитату из Эдмунда Берка: «Все, что необходимо для торжества зла, — это чтобы хорошие люди ничего не делали». Цитата была вырезана из программы. В результате конфликта с председателем компании Уильямом С. Пейли Ховард Смит подал в отставку.

### Карьера в ABC News
Вскоре после этого Смит подписал контракт с ABC News и начал вести еженедельное новостное шоу «Ховард К. Смит — новости и комментарии». В программе Смита использовались фильмы, графика и анимация, а также рассматривались спорные темы. Программа получила одобрение критиков. Однако в 1962 году Смит снова оказался в центре споров по поводу его программы под названием «Политический некролог Ричарда Никсона».
После отмены собственного шоу после скандала Смит освещал новости в ежедневном выпуске новостей ABC-TV и был ведущим воскресной программы по связям с общественностью «Вопросы и ответы». В 1966 году он стал ведущим документальной программы ABC Scope.
В марте 1969 года, когда Эйв Вестин занял пост главы ABC News, Смит стал соведущим Фрэнка Рейнольдса вечерних новостей ABC. В 1971 году его объединили с Гарри Ризонером и дали дополнительные обязанности комментатора.
В 1975 году Смит отказался от роли ведущего вечерних новостей ABC, но остался в качестве комментатора. После выхода на пенсию Смит перестал работать на телевидении и радио.